# Радянська анексія західноукраїнських земель
Радя́нська ане́ксія західноукраї́нських земе́ль — процес «приєднання» та інтеграції Радянським Союзом на підставі секретного протоколу щодо розподілу сфер впливу в Європі пакту Молотова — Ріббентропа між Радянським Союзом та нацистською Німеччиною частини етнічних українських територій Польщі й Румунії, включення цих земель до радянської України у складі СРСР з  встановленням радянської влади на цих територіях. Унаслідок цих приєднань Українська Радянська Соціалістична Республіка, зокрема, отримала 130 тисяч км² території і збільшила своє населення більш ніж на 7 мільйонів осіб.

## Історіографія
Радянською історіографією подавалася як «возз'єднання українського народу в єдиній українській радянській державі — визволення Радянським Союзом споконвічних українських земель — Західної України (1939), Північної Буковини (1940) та Закарпатської України (1945) з-під гніту іноземних поневолювачів і входження цих земель, згідно з одностайною волею їх населення, до СРСР з включенням до складу УРСР». У сучасній українській історичній науці, залежно від історичних наслідків, трактується переважно як «возз'єднання українських земель у складі СРСР» або «входження західноукраїнських земель до складу УРСР».
З міжнародно-правової точки зору не лише українські та західні історики і політологи, а також деякі російські дослідники характеризують події того часу як процес окупації і анексії територій інших держав Радянським Союзом, виконаний поступово, в результаті низки військово-дипломатичних та економічних кроків та на фоні ескалації масштабного військового конфлікту в Європі.
Однак серед істориків немає одностайної думки, як трактувати ці події. Крім міжнародно-правових термінів «окупація» і «анексія», залежно від суспільно-політичних переконань дослідників, до них уживаються поняття «возз'єднання», «з'єднання», «злука», «входження», «включення», «прилучення», «приєднання» та ін.

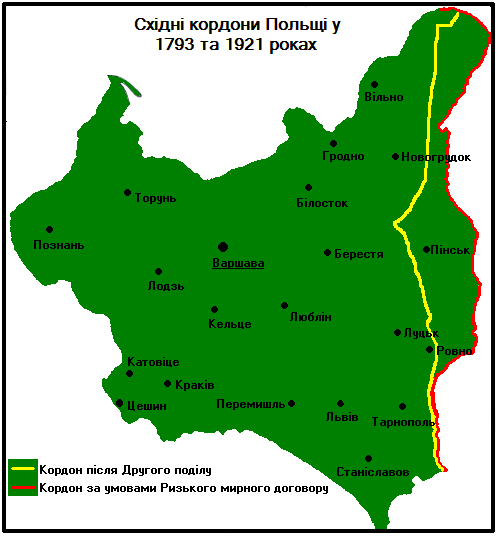
Порівняння східних кордонів польської держави після другого поділу Польщі (жовта крива) та згідно з умовами Ризького миру (червона крива)

| …міжнародні умови, в яких відбувався процес возз'єднання… визначалися насамперед імперіалістичною змовою Сталіна і Гітлера з метою поділу Східної Європи на «сфери інтересів», що проводився силоміць, без урахування волевиявлення народів цього регіону[14] Оригінальний текст (рос.) международные условия, в которых проходил процесс воссоединения… определялись прежде всего империалистическим сговором Сталина и Гитлера с целью раздела Восточной Европы на «сферы интересов», проводившегося насильно, без учета волеизъявления народов этого региона |

## Історичні передумови

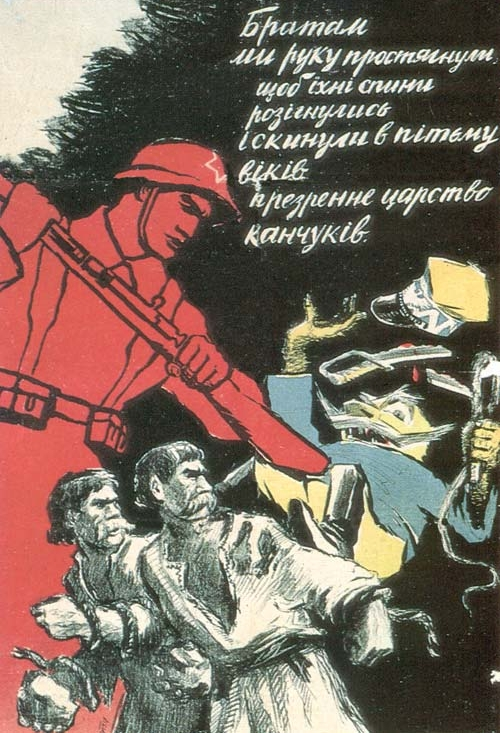
Радянський пропагандистський плакат зображає похід Червоної армії в Західну Україну як звільнення українців. Текст українською говорить: «Братам ми руки простягнули, щоб їхні спини розігнулись і скинули в пітьму віків презренне царство канчуків.» Людину, яка била батогом по спинах селян, показано зодягнутою в польську військову форму, що може бути витлумачено як карикатура на Пілсудського.

Території східної Галичини й центральної та західної Волині (східна Волинь загарбана більшовиками) були анексовані Польщею після українсько-польської війни 1918—1919 років та польсько-радянської війни 1920 року. 18 березня 1921 року в Ризі представниками РРФСР і УСРР, з одного боку, та Польщі — з другого, підписано Ризький мир, який остаточно закріпив включення східної Галичини до складу Польської Республіки. Про те, яким чином репрезентували на цих переговорах інтереси України члени радянської делегації, свідчить той факт, що зміст трактату українською мовою мусив складати представник польської делегації Леон Василевський, а участю представників УНР у переговорах узагалі знехтували. За договором польсько-радянський кордон пролягав уздовж лінії другого поділу Польщі 1793 року (з корекцією на користь Польщі у вигляді частини Волині й Полісся та міста Пінськ), що було східніше лінії Керзона, рекомендованої Антантою як східний кордон Польщі в 1918 році. У березні 1923 року Паризька Конференція союзних послів Антанти затвердила східні кордони Польщі в такому вигляді.
Ризький мирний договір формально діяв з моменту обміну ратифікаційними документами в Мінську 30 квітня 1921 року і до 17 вересня 1939 року, коли його односторонньо денонсував радянський уряд у зв'язку з окупацією Західної України і Західної Білорусі Червоною армією. За час дії Ризького договору польська влада проводила на цих теренах політику пацифікації, полонізації та осадництва, а для незгодних в 1934 році створено концтабір Береза Картузька, на що ОУН, найбільш радикально налаштована тогочасна організація українців, відповідала своїми антипольськими акціями, зокрема підпалами садиб польських колоністів та вбивствами міністра внутрішніх справ Польщі Броніслава Перацького та Тадеуша Голувка. Кару смертю отримав також чиновник радянського консульства, а за сумісництвом — офіцер НКВС, Олексій Майлов, убитий у помсту за голодомор українців 1932—1933 років в підрадянській Україні.
Так зване Бессарабське питання виникло в 1918 році, коли Румунія в умовах розпаду Російської та Австро-Угорської імперій анексувала відповідно територію Бессарабії та Буковини.

## Анексія території Польщі
Необхідність перетину радянсько-польського кордону й зайняття теренів Західної України та Західної Білорусі керівництво Радянського Союзу та командування Робітничо-Селянської Червоної Армії (РСЧА) пояснювало населенню СРСР та червоноармійцям завданням «сприяння повсталим робітникам і селянам Білорусі, України і Польщі в поваленні гніту їхніх віковічних ворогів поміщиків і капіталістів» та метою «не припустити захоплення території Західної України і Західної Білорусі Німеччиною». Як стверджувалося в одному з перших наказів Військової Ради Білоруського фронту: «У західній Україні та Білорусі розгортається революційний рух. Почалися виступи і повстання білоруського й українського селянства в Польщі. Робітничий клас і селянство Польщі об'єднує свої сили». Оскільки теза про «виступи і повстання» на практиці не підтверджувалася, то поступово «сприяння» перетворилося на «визволення».

### Військова операція
23—24 серпня 1939 року підписано Угоду про ненапад між Німеччиною та Радянським Союзом.
31 серпня нарком оборони СРСР Маршал Радянського Союзу Климент Ворошилов на вечірньому засіданні IV позачергової сесії Верховної Ради СРСР, коли, за висловом Віктора Суворова, «до першого пострілу Другої світової війни залишилось ще 13 годин 40 хвилин», виступив з доповіддю про необхідність прийняття в Радянському Союзі Закону про загальний військовий обов'язок, у якому зобов'язувалися до призову всі чоловіки і знижувався призовний вік до 19, а для деяких категорій громадян — навіть до 18 років. Наступного дня на ранковому засіданні депутати одноголосно прийняли закон, який тут же вступив в дію. (До прийняття цього закону майже два десятиліття призовний вік становив 21 рік, а в Збройні сили СРСР ішли служити лише близько третини тих, хто підходив за віком.)
3 вересня того ж самого року політбюро ЦК ВКП(б) ухвалило продовжувати на місяць строк служби червоноармійців і молодших командирів, які підлягали демобілізації, таким чином в РСЧА затримано понад 310 тис. осіб. 7 вересня 1939 року у вигляді Великих навчальних зборів розпочався призов 2,6 млн військовослужбовців запасу семи військових округів, у тому числі двох розташованих на території УРСР — Київського Особливого військового округу (КОВО) та Харківського військового округу (ХВО). Унаслідок проведення заходів прихованої військової мобілізації станом на 17 вересня сформовано 98 стрілецьких та 14 кавалерійських дивізій, 27 танкових бригад і 24 артилерійські полки Резерву Головного командування (РГК). З цієї загальної кількості 41 стрілецька та 13 кавалерійських дивізій, 17 танкових бригад й 9 артполків РГК надалі увійшли до складу Білоруського і Українського фронтів, командування якими утворено й розгорнуто 11 вересня 1939 році на основі Білоруського Особливого військового округу (БОВО) і КОВО.

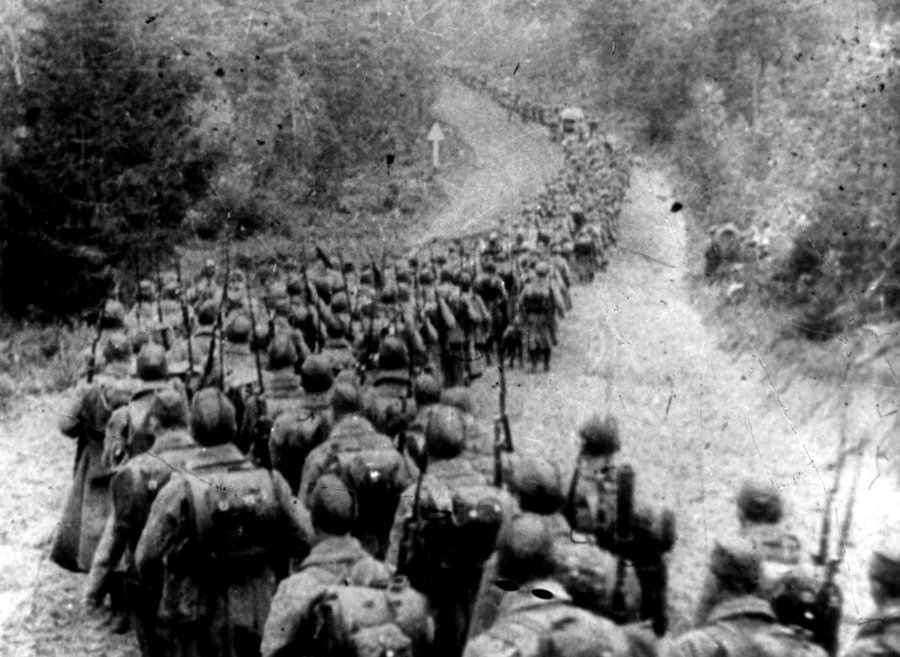
Колони радянської піхоти перетинають кордон з Польщею 17.09.1939 року.

17 вересня 1939 року о п'ятій годині ранку два угруповання радянських військ (сім армій, одна кінно-механізована група, 617 588 осіб, 4 954 гармат і мінометів, 4 733 танків, 3 298 літаків) перетнули польський державний кордон, утворивши потому Український і Білоруський фронти. Червона армія на підставі секретного пункту пакту Молотова-Ріббентропа між Радянським Союзом та нацистською Німеччиною вторглася на територію Польщі. До бойових дій залучили також і Дніпровську військову флотилію. (Для порівняння: всі підрозділи вермахту, а не лише задіяні в польській кампанії, станом на 1 вересня 1939 року мали у своєму розпорядженні 3195 танків та 3646 повністю готових бойових літаків). СРСР пізніше заперечував існування цього секретного протоколу, стверджуючи, що він ніколи не був у союзі з нацистською Німеччиною, і діяв самостійно, з метою «захистити» українську і білоруську меншини під час розпаду польської держави. На початку жовтня 1939 року у складі двох фронтів уже нараховувалося 2 421 300 осіб, які були об'єднані в 60 стрілецьких та 13 кавалерійських дивізій, 18 танкових бригад, що мали на озброєнні 5 467 середніх і важких гармат, 6 096 танків і 3 727 літаків. Їм протистояли лише прикордонні частини Корпусу охорони прикордоння (КОП) Польщі, а також кілька потужних укріплених районів на Волині, Галичині та Поліссі, причому всього станом на 17 вересня на східних землях підрозділи польських збройних сил нараховували 370 000 осіб, частини на 80 % складалися з погано озброєних та ненавчених резервістів. На озброєнні мали 540 гармат і 70 танків. Радянські війська Українського фронту, які переважно складались з етнічних українців, під загальним командуванням командарма 1-го рангу С. К. Тимошенка рухалися назустріч вермахту трьома армійськими групами.

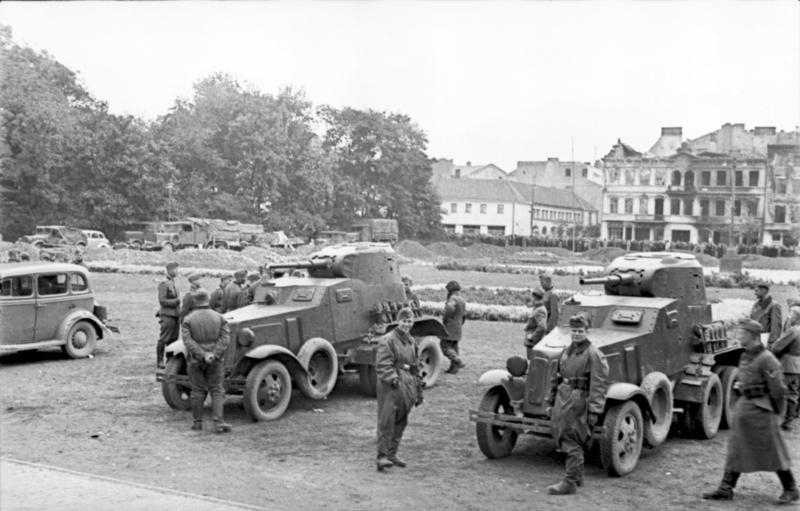
Військовослужбовці Червоної армії та вермахту в Любліні. 3 жовтня 1939 року.

Північна, або Шепетівська група (5-та армія, під командуванням комдива І. Г. Совєтнікова, включала 15-й та 8-й стрілецькі корпуси) просувалася фронтом шириною у 230 кілометрів. Своїм лівим флангом 18 вересня зайняла Рівне й рухалася у напрямі Володимир-Волинського, правим — вела наступ на Ковель, поблизу якого переформатовувалися в волинських лісах розбиті німцями відступаючі частини Війська Польського. Подолавши 20—22 вересня опір поляків у районі Сарн, Ковеля та Боровичів, підрозділи групи продовжили наступ, зламали польську оборону на річці Західний Буг поблизу Холма (місто зайняте 25 вересня) й 30 вересня вийшли в етнічні польські регіони. Згодом захоплені Червоною армією землі Люблінського та Варшавського воєводств Радянський Союз передав Третьому Рейху.

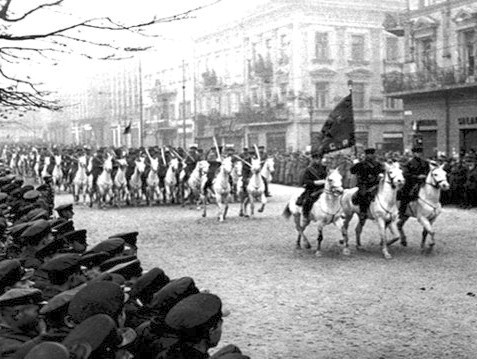
Радянська кавалерія на вулицях Львова після капітуляції міста. Парад на Гетьманських Валах біля Гранд Готелю.

Східна, або Волочиська група (6-та армія, під командуванням комкора П. І. Голікова), наступала фронтом 90 кілометрів, складалася з 17-го стрілецького і 2-го кавалерійського корпусів (дві стрілецькі і три кавалерійські дивізії, три танкові бригади). Вона вночі 17—18 вересня зайняла Тернопіль, 18—19 вересня взяла Єзерну, Сокаль, Броди, Бібрку, Рогатин, а 19 вересня підійшла до Львова, де зустрілась з підрозділами вермахту, що вже близько тижня блокували в місті 15-ти тисячну польську залогу на чолі з генералом Владиславом Лангнером, яка обороняла Львів. Після переговорів німці відступили, а гарнізон міста 22 вересня погодився капітулювати РСЧА на почесних умовах, яких, проте, командування останньої не виконало (зокрема, понад 1 500 польських офіцерів, які здалися у Львові, не відпустили, а вивезли до табору в Старобільську й згодом розстріляли в Харківському НКВС). З 25 вересня 6-та армія продовжила рух на захід, досягнувши 28 вересня річки Сян на відтинку між Білгораєм та Перемишлем.

Дружня зустріч військовослужбовців вермахту та Червоної армії на трасі Стрий-Дрогобич. Вересень 1939 року. На дороговказі — написи польською мовою: «Стрий — 23 км» та «Дрогобич — 6 км».

Південна, або Кам'янець-Подільська група (12-та армія, під керівництвом командарма 2-го рангу І. Ф. Тюленєва, що включала 4-й та 5-й кавалерійські, 25-й танковий і 31-й стрілецький корпуси, 23-ю та 26-ту танкові бригади) рухалася фронтом 110 кілометрів з середньою швидкістю 60—90 кілометрів на добу. Це була найбільш потужна та мобільна армійська група. Швидкість її руху зумовлювалась, з одного боку, наявністю в ній великої кількості потужних танкових та кавалерійських підрозділів, з іншого — поставленими перед частинами завданнями, в зв'язку з тим, що значна частина території в межах дії групи (зокрема, Бориславське нафтовидобувне родовище та Дрогобицькі нафтопереробні заводи) на момент перетину РСЧА радянсько-польського кордону вже була зайнята вермахтом. На першому етапі, з 17 по 20 вересня, підрозділи 12-ї армії здобули Коломию (18 вересня), вели бої за Галич й оволоділи Станіславом (19 вересня), після чого біля річки Стрий зустрілися з німецькими частинами. На другому етапі підрозділи групи приймали від німців захоплені ними населені пункти, які, за домовленостями, входили в «радянську сферу інтересів» (для прикладу, 22 вересня передано Стрий, 24 вересня — Дрогобич), та рухалися до Сяну, перекриваючи доступ відступаючим польським військам до польсько-румунського та польсько-угорського кордону; ведучи бойові дії, нерідко у взаємодії з частинами вермахту, з тими загонами поляків, які все ж намагались уникнути німецького чи радянського полону й пробитись за кордон. Зокрема, 27—28 вересня 1939 року в районі Журавинець війська РСЧА спільно з німцями розбили 4-х тисячну кінну групу (5—6 кавалерійських полків) польських військ під командуванням генералів Владислава Андерса та Константина Плісовського, яка намагалася перейти в Угорщину.

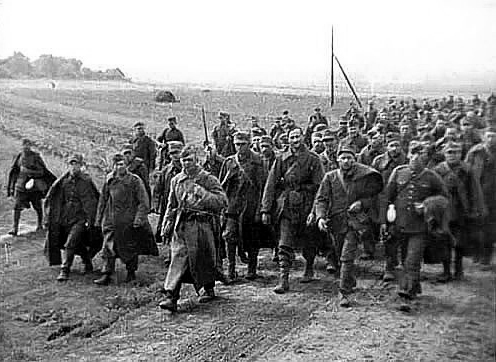
Польські військовополонені під конвоєм бійців Червоної Армії

Втрати поляків у ході неоголошеної радянсько-польської війни нараховували близько 3 500 осіб убитими і 20 000 осіб пораненими, понад 452 000 польських вояків опинилися в радянському полоні. Переважна більшість із них була відпущена переможцями по домівках, проте в таборах НКВС залишилося приблизно 125 400 осіб. Втрати радянської сторони у польській кампанії склали до 3 000 осіб, у тому числі 795 загиблих та близько 2 200 поранених та зниклих безвісти, при цьому майже 20 % від їх загальної кількості склали так звані «небойові втрати».
В результаті військової операції, розпочатої Червоною армією 17 вересня 1939 року, кордони СРСР пересунулися в західному напрямку на відстань від 250 до 350 кілометрів, РСЧА зайняла територію 195 тисяч км², на якій проживало майже 13 мільйонів осіб. Окупація Західної України, а саме захоплення регіонів Галичини і Волині з оволодінням найбільшим містом, Львовом, 22 вересня того ж року й придушення незначного спротиву польського війська, відбулася протягом 12 днів. Статус території Польщі, зайнятої Червоною армією, як окупованої, оформлено 28 вересня 1939 року німецько-радянським договором про дружбу і кордони.

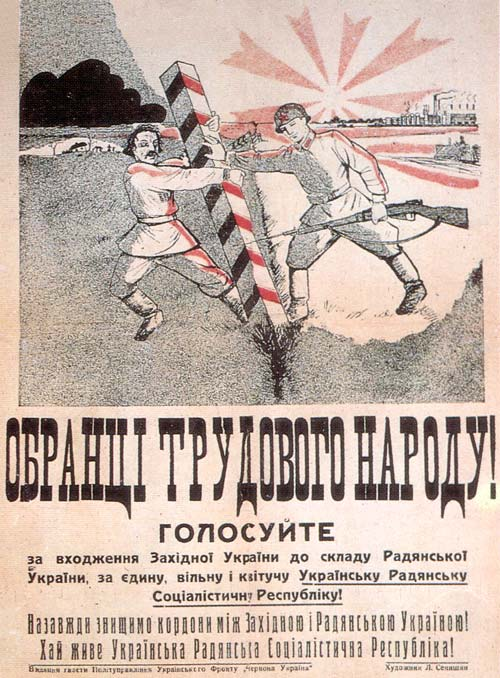
Радянський агітаційний плакат, адресований мешканцям Західної України, закликав приєднатися до УРСР, «вільної» та «квітучої» радянської республіки.

Офіційні чинники СРСР та сучасні апологети радянщини виправдовують вторгнення СРСР в східну частину Польщі 17 вересня 1939 року тим фактом, що наче Польща як держава після агресії Третього Рейху станом на 17 вересня 1939 року перестала існувати. Однак на території східної частини Польщі, яку окупував СРСР, функціонували польські органи влади і армія. Крім того, існує ряд документів, які свідчать, що СРСР вже планував агресію проти Польщі та вів переговори з представниками Третього Рейху щодо вторгнення СРСР в Польщу ще трохи раніше до дати 17 вересня 1939 року.

### Відносини з місцевим населенням
Українське та єврейське населення Західної України, на відміну від поляків, в цілому радо вітало прихід Червоної армії. Нерідкими були напади українців на польську поліцію з метою її роззброєння, допомога радянським військам у виявленні і затриманні польських вояків тощо. Втім, ейфорія скоріше була викликана визволенням з-під влади непопулярного польського режиму, а не прорадянськими чи прокомуністичними уподобаннями і настроями. Національні меншини плекали надії на радикальні позитивні зміни свого національного і соціального статусу, покращання матеріальних умов життя. Не всі українці, проте, довіряли комуністичній владі. Місцеві політичні, інтелектуальні та творчі еліти відносилися до приходу «совєтів» насторожено. Як згадував у повоєнні роки Станіслав Людкевич: «Нас визволили, і нема на то ради…».
Самі червоноармійці нерідко не підтримували цю тимчасову ейфорію:
|  | Вони нас вітають, цілують, а ось почнуть отримувати по 200 грамів на трудодень, як ми у колгоспах, тоді дізнаються, що таке радянська влада. |

Відразу після перетину радянсько-польського кордону військові політичні органами розгорнули активну пропагандистську кампанію. У перші ж дні ними розповсюджено 10 мільйонів листівок з промовистими назвами, наприклад, «Боротьба українського народу проти польської шляхти», «Радянська Батьківщина українського народу — квітуча Радянська Україна», «Знатні люди Радянської України», організовано виступи представників української творчої інтелігенції з Великої (Східної) України, перегляди десятків радянських кінофільмів, серед них — кінофільму «Щорс», 250 копій якого, напередодні війни продубльованого на київській кіностудії українською мовою, мало в своєму розпорядженні політуправління Українського фронту. Вагому роль в радянській агітації відігравала особа командувача Українським фронтом з характерним для українців прізвищем з закінченням на «-ко», хоча за послужним списком він вважався росіянином.
Досить значною була й пропаганда серед єврейської громади Західної України.
Як приклади можна навести участь радянських письменників єврейської національності Шкловського та Еделя у вітанні на мітингу 20 вересня в Тернополі з нагоди «визволення», виступ-розповідь на їдиш про «військову могутність СРСР» старшого лейтенанта Фішензона на зборах єврейської молоді у Добромилі. Рядові червоноармійці-євреї нерідко звертались до одновірців «на мамелошн» (рідною мовою).
Агітація ж польською мовою була явно недостатньою. Це, зокрема, частково пояснювалося незначною кількістю серед армійських політпрацівників носіїв мови, в зв'язку з проведеними в армії етнічними чистками, спричиненими Директивою наркома оборони СРСР Ворошилова від 21 червня 1938 року, внаслідок яких з РСЧА звільнено 863 політпрацівників — представників «потенційно ворожих» національностей: поляків, німців, латишів, литовців, естонців, та ін. В той же час серед польського населення ще з часів радянсько-польської війни 1920 року існувало негативне ставлення до більшовицької держави.
Значну роль у формуванні ставлення місцевого населення до приходу радянської влади відігравала не тільки словесна агітація, але й поведінка бійців і командирів РСЧА, та навіть їхній зовнішній вигляд. Як згадував свідок тих подій:
|  | Вони ледь сунули ногами. Хоч не було жодних боїв, мали однострої як полинялі лахи, кріси не на ремнях, а на портяних пасках… Розбігаються по хатах, просять хліба… |

Негативного іміджу «визволителям» створювало також заняття так званим «барахольством», тобто вони відразу після здобуття чергового населеного пункту негайно скупалися великими партіями різні речі (велосипеди, жіноче взуття, панчохи, костюми) з утворенням черг у магазинах та коморах, що викликало здивування («Невже в Росії цього немає?»), а також непоодинокі випадки пограбування біженців, полонених та місцевих жителів. Причому проведення актів «експропріації» здійснювалося не тільки щодо «класово ворожих елементів» (поміщиків, священиків чи офіцерів), а й стосовно представників трудової інтелігенції. Для прикладу, радянські документи тих часів зафіксували такі випадки, коли червоноармієць «конфіскував» велосипед у вчительки села Добровляни, а інші двоє — годинники, портсигари та запальнички у двох вчителів на станції Самбір, на що почули від них дорікання «Ми на вас чекали, а ви грабуєте». В плані дисципліни, охайності та культури поводження Червона армія суттєво програвала не тільки Війську польському, а й вермахту, з підрозділами якого частина мешканців Західної України вже перетиналася від початку агресії Третього Рейху проти Речі Посполитої.
Відбувався й зворотній вплив споглядання побуту на теренах окупованої Польщі на світогляд червоноармійців, в тому числі й української національності, які нерідко вперше пізнавали спосіб життя за межами «залізної завіси»:
|  | У Польщі все ж-таки народу живеться краще, тут усе дешево: і продукти, і товари |

|  | Як же це розуміти, що ми живемо заможно, а наші люди товчуться за хлібом та мануфактурою в чергах, і взагалі мануфактури не можна дістати. Говоримо, що тут погано живуть, а тут же цієї мануфактури хоч завались |

|  | У Радянському Союзі погано жити, за гроші нічого не добудеш. Дарма тільки селяни радіють — потім плакатимуть |

Згодом, щоб мінімізувати вплив «залишків капіталістичної психології» і обмежити спілкування місцевих мешканців з бійцями та командирами РСЧА, командування створило для них закриті військові гарнізони, заборонило користуватись цивільною торговельною мережею, а для задоволення потреб у продовольчих і промтоварах створило мережу воєнторгів.

### Організація входження до СРСР
Відразу після вступу на територію Західної України Червона армія та НКВС організували створення «тимчасових адміністрацій» у містах і «селянських комітетів» в селах. 1 жовтня 1939 року політбюро ЦК ВКП(б) прийняло постанову про проведення 26 жовтня 1939 року Народних Зборів, яким належало легітимізувати новий територіально-правовий статус і суспільно-політичний устрій Західної України, а саме: питання входження до складу СРСР, націоналізацію земель і засобів виробництва, утворення радянських органів влади тощо. Формально вибори до зборів мали проводитися на основі загального, рівного й прямого виборчого права шляхом таємного голосування. Право голосу отримували усі мешканці Західної України старші 18 років, незалежно від національності, віросповідання, освіти, соціального і майнового стану тощо. За встановленою нормою один депутат мав обиратися від 5 тисяч осіб. Право висувати депутатів до Народних Зборів надавалося тимчасовим управлінням, селянським комітетам, робітничій гвардії, зборам робітників підприємств. «Довірені особи» надалі мали узгодити на окружних нарадах єдину кандидатуру в окремому окрузі, після чого виборці мали вибирати «одного делегата з одного кандидата». При цьому весь процес «висування та узгодження кандидатів» вкладався в жорсткі часові рамки, на це відводилось лише чотири дні, з 14 і по 17 жовтня включно. Фактично вибори проходили під контролем НКВС і мали безальтернативний характер. Слід зазначити, що напередодні виборчої кампанії спроби розгорнути агітацію за своїх кандидатів намагалися робити й альтернативні більшовикам політичні сили краю, але безуспішно. Органи НКВС при цьому керувались директивою НКВС СРСР Народним комісаріатам внутрішніх справ УРСР і БРСР «Про організацію роботи у звільнених районах західних областей України і Білорусі» від 15 вересня 1939 року:
|                                               | …взяти активну участь в підготовці і проведенні тимчасових управлінь — народних зборів — українського, білоруського й польського. Для забезпечення посиленого проведення народних зборів налагодити необхідну агентурно-оперативну роботу по виявленню й репресіям стосовно контрреволюційних організацій, груп та осіб, котрі роблять спроби протидії й зриву організації нової влади.Оригінальний текст (рос.) …принять активное участие в подготовке и проведении временных управлений — народных собраний — украинского, белорусского и польского. Для обеспечения усиленного проведения народных собраний наладить необходимую агентурно-оперативную работу по выявлению и репрессированию к/р организаций, групп и лиц, противодействующих и срывающих организацию новой власти. |
| — Директива НКВС СРСР № 720 від 15.09.1939 р. | |

Зі спогадів актора театру імені Марії Заньковецької народного артиста України Олександра Боніфатійовича Гринька, який у 21-річному віці став наймолодшим депутатом Народних Зборів, представляючи у Львові рідне волинське село Грибове (тепер — село Грибова Тернопільської області):
| | Я можу сказати лише про свій виборчий округ. Моїм суперником був лікар чи фельдшер Божко із сусідніх Ланівців, він був москвофілом, лояльним до польської влади. Хотів вислужитися і перед новою владою… За Божка агітував і політрук… Ми обидва виступали перед виборцями. День виборів призначили на 22 жовтня. Але напередодні стало відомо, що у виборчих бюлетенях, які друкувалися у Крем'янці, мого прізвища не було. Та наполегливість і принциповість виявила моя довірена особа — Павло Шевчук: він невтомно роз'яснював виборцям, що вони мають право закреслювати прізвище Божко і вписувати Гринько. У кінцевому рахунку за Божка проголосували лише кілька селян. За мене було подано 2500 голосів, «проти» — 40… |
| — Гринько О. Б. на запитання чи були вибори до Народних Зборів безальтернативними, Інтерв'ю «Високого Замку» | |

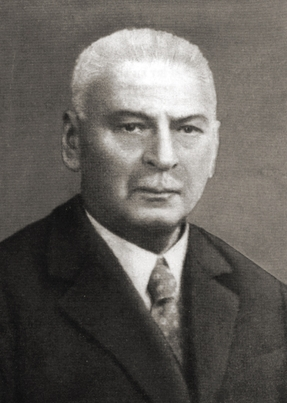
Кирило Студинський — західноукраїнський громадський і політичний діяч, голова так званих Народних зборів Західної України

Вибори проводилися 22 жовтня 1939 року. Згідно з офіційною інформацією органів влади, в них взяли участь 93 % виборців, 91 % з яких підтримали запропонованих кандидатів. Ґрунтуючись на цих результатах, були сформовані Народні Збори Західної України, що складалися з 1484 депутатів (тільки 5,2 % з них мали вищу освіту, а 72,6 % — лише початкову) на чолі з видатним вченим і одним з керівників Християнсько-суспільної партії Кирилом Студинським (у червні 1941 року, під час евакуації радянських військ зі Львова, примусово вивезений і помер за нез'ясованих обставин). 26—28 жовтня депутати зустрілися у Львові, в Оперному театрі, де звернулися до Микити Хрущова, котрий разом з Тимошенком сидів у так званій «цісарській ложі» театру, та інших керівників Української Радянської Соціалістичної Республіки. Народні Збори одноголосно проголосували подякувати Сталіну за визволення і направили делегацію на чолі з Студинським до Москви (бо саме там, в Кремлі, а аж ніяк не в Києві фактично вирішувалась подальша доля Західної України), щоб попросити офіційного включення територій до складу Української РСР. Верховна Рада СРСР проголосувала за це рішення 1 листопада 1939 року, коли V Позачерговою сесією Верховної Ради СРСР прийнято Закон СРСР «Про включення Західної України до складу Союзу РСР із возз'єднанням її з Українською РСР».
Цей державний акт викликав неоднозначну реакцію навіть серед червоноармійців. Ось як під час політзаняття, на розповідь армійського агітатора про плач від щастя одного селянина з Західної України, після прийняття цього закону, відреагував боєць 170-го стрілецького полку 58-ї дивізії Українського фронту Расевич:
|  | Це вони плачуть одним оком, проте коли їх радянська влада притисне, плакатимуть обома |

Лише через півмісяця, 15 листопада, в Києві було ухвалено свій закон, який слідом за Москвою підтвердив це включення: третя Позачергова сесія Верховної Ради УРСР постановила: «Прийняти Західну Україну до складу Української Радянської Соціалістичної Республіки і возз'єднати тим самим великий український народ в єдиній українській державі».

## Анексія Північної Буковини і Бессарабії
Радянський Союз свої претензії на Бессарабію, а згодом і Північну Буковину обґрунтовував належністю їх до українських етнічних територій та наявністю в них значної частки етнічних українців.

### Дипломатичні дії

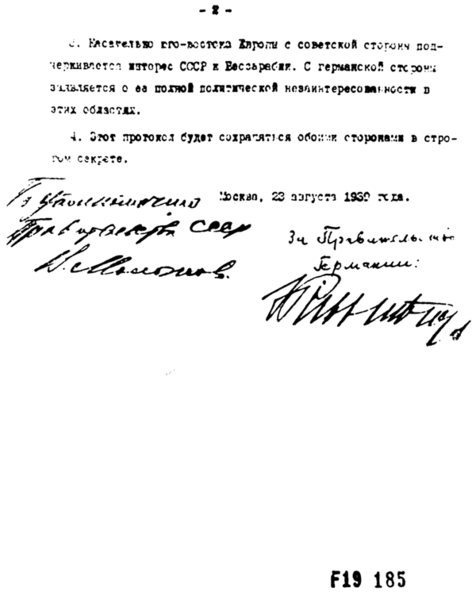
Остання сторінка «секретного додаткового протоколу» Молотова—Ріббентропа (російською мовою) про подальшу долю Бессарабії.

26 червня 1940 року радянський народний комісар закордонних справ В'ячеслав Молотов вручив посланнику Румунії в Москві Георге Давідеску ноту радянського уряду, в якій Радянський Союз в ультимативній формі вимагав:
1. Повернути Бессарабію Радянському Союзу;
2. Передати Радянському Союзу північну частину Буковини в межах визначених на карті, що додається.

Радянський уряд зажадав північну частину Буковини як «незначне відшкодування за великий збиток, нанесений Радянському Союзу і населенню Бессарабії 22-річним румунським пануванням в Бессарабії», і також тому, що її «[…] доля пов'язана головним чином з Радянською Україною спільнотою своєї історичної долі, і спільністю мови, і національного складу». Північна Буковина мала деякі історичні зв'язки з Галичиною, яка була приєднана до Радянського Союзу в 1939 році — обидві території входили до складу Австро-Угорщини, починаючи з другої половини 18 століття і аж до 1918 року. Крім того, на відміну від Бессарабії, у Північній Буковині українське населення становило більшість.
На відповідь румунському уряду дали добу. На спробу румунського посланця заперечити наведену в ноті аргументацію посиланнями на історію Бессарабії і подій 1918 року, Молотов зазначив, що вони «не відповідають ані історичному розвитку, ані реальній ситуації». Так само не вдалася спроба продовжити термін відповіді з Бухареста, оскільки, Молотов категорично наполягав на тому, що радянський уряд вже «чекав двадцять два роки» і тому «сподівається, що відповідь буде надано без зволікань, і якщо вона буде позитивною, то питання буде вирішено мирним шляхом».
Румунія, щоб уникнути повномасштабного військового конфлікту, швидко погодилася піти з цих територій.

### Військова операція
Військові та організаційні приготування до зайняття цих територій було проведено заздалегідь. Ще в жовтні 1939 року, тобто відразу по закінченні польської кампанії, на базі Київського Особливого військового округу (КОВО) та Харківського військового округу (ХВО) було створено новий Одеський військовий округ (ОдВО). У травні 1940 року на посаду командувача КОВО прибув генерал Жуков. 9 червня 1940 року Військові Ради КОВО і ОдВО отримали директиви Народного комісара оборони СРСР із завданням готуватися до операцій з «повернення Бессарабії». Як і в польській кампанії, Червона армія отримала наказ про зосередження на кордонах з Румунією під виглядом навчальних зборів в проміжок часу з 11 до 24 червня 1940 року, однак терміну дотримано не було й розгортання військ завершене лише 27 червня 1940 року.
Для керування бойовими діями в Румунії на базі командування КОВО створено Управління Південного фронту (командувач — генерал армії Г. К. Жуков). У цілому війська фронту включали 32 стрілецькі, 2 мотострілецькі, 6 кавалерійських дивізій, 11 танкових та 3 (201-шу, 204-ту й 214-ту) повітряно-десантних бригади, 16 корпусних артилерійських полків, 16 артполків Резерву Головного Командування (РГК) і 4 артдивізіони великої потужності. Загальна чисельність угруповання доходила до 460 тисяч осіб, сухопутні війська мали на озброєнні 12 тисяч гармат і мінометів, близько 3 тисяч танків. Військово-повітряні сили фронту на 24 червня 1940 року нараховували 2160 літаків. Можливі дії румунського флоту мав нейтралізувати Чорноморський флот СРСР, який з 15 червня 1940 року приведено у стан бойової готовності. Також створено Оперативне об'єднання Чорноморського флоту на річці Дунай — Дунайську військову флотилію.
Радянське військове командування розробило два можливих варіанти «розв'язання бессарабського питання»: перший передбачав повномасштабне ведення бойових дій, другий виходив з можливості розв'язання конфлікту політичними засобами.
28 червня о 14 годині війська РСЧА (лише частина від зосереджених) приступили до реалізації «мирного варіанту дій» у Румунії: перетнувши радянсько-румунський кордон, вони того ж дня зайняли Чернівці, Хотин, Бельці, Кишинів і Аккерман. А вже до 3 липня 1940 року лінію нового державного кордону СРСР повністю зайняли радянські війська.
Загалом Червона армія втратила під час «мирної» румунської кампанії до 120 осіб. Але, як значною мірою і в польській кампанії, вони також не були спричинені веденням військових дій, а найрізноманітнішими «НП». Зокрема, як писав у своєму повідомленні начальник політуправління 9-ї армії Тевченков:
|  | Попри те, що ніхто не заважав а ні з суші, а ні з повітря з роботою по утворенню переправ окремі частини армії не упоралися, ставалися розриви понтонних мостів, топилися червоноармійці і техніка. Тільки у перший день походу під час переправи через Дністер частин 9-ї армії перевернувся човен, внаслідок чого з 30 бійців 16 загинуло. 29-го червня затонули два танки і амфібія цієї ж армії. |

Мала втрати і румунська сторона.

### Відносини з місцевим населенням
Місцеве населення, більшість етнічного складу якого становили національні меншини Румунії, в цілому радо зустрічало прихід Червоної Армії, висловлювали подив і захоплення від вигляду потужної радянської військової техніки та «демократичного поводження радянських командирів», з якими можна було вільно спілкуватися на відміну від «пихатих» румунських офіцерів. Відступаючі румунські війська намагалися евакуювати з собою не тільки обладнання промислових підприємств, але й худобу, зерно та харчові продукти, при цьому, за повідомленнями радянських військових документів, нерідко мали місце ексцеси, а саме, випадки розстрілів румунами українських селян, ґвалтування жінок, викрадення домашньої худоби, пограбування тощо. Водночас червоноармійці виявляли свою прихильність до населення: возили бессарабів і буковинців на броні танків, «давали постріляти» з особистої зброї тощо, що, правда, несхвально сприймалося військовим командуванням.
Як і під час польської кампанії, радянська пропаганда серед місцевих мешканців широко використовувала особу Семена Тимошенка, на той час уже народного комісара оборони СРСР. Але в цьому випадку наголос робився не на прізвищі, а на місці народження та соціальному походженні, як, зокрема, Микита Хрущов це зробив перед натовпом на одному з мітингів у Чернівцях: як «сина бессарабського селянина, що став в Країні Рад наркомом — взірцем тих потенційних можливостей, які відкриваються перед новими громадянами СРСР».
Попри те, що причиною румунського походу радянська пропаганда називала захист чисельної української громади, по зайнятті теренів політика змінилась. Ішлося вже не про приєднання земель і мешканців до УРСР та його населення, а про повернення території «матері-вітчизні СРСР», одночасно до числа «єдинокровних братів», разом з українцями та росіянами, зараховано також молдован та інші народи. Одночасно велася дискредитація румунів. З одного боку, формувався образ жорстоких бояр-визискувачів трудящих, з іншого — погано зодягнутих, голодних, жалюгідних рядових, яких їх командування силоміць гнало воювати проти Червоної армії. Оскільки сам похід РСЧА кінохроніка зняти не встигла, то кінооператори фіксували на плівку захоплених полонених. Офіційними мовами військових наказів були російська та румунська, а не українська. Газети в більшості населених пунктів, зокрема, в Кишиневі, Аккермані, Бєльцях, Бендерах, Ізмаїлі, Кагулі, Сороках, Хотині планувалося попервах видавати румунською (в молдовському Кишиневі — ще й російською), а українською — тільки в переважно заселених євреями Чернівцях. Таким чином готувалося підґрунтя для створення в складі СРСР ще однієї союзної республіки — Молдавської.

### Входження до СРСР
Жодного плебісциту з питання бажання громадян щодо можливого приєднання колишньої румунської території та її населення до складу СРСР не проводилося з наступних причин:
- керівництво Радянського Союзу вважало їх незаконно відторгнутими;
- розгортання масштабів військового конфлікту в Європі, зокрема поразка й капітуляція Франції, дозволяло знехтувати такою демонстрацією прихильності «принципам демократії» світовій спільноті[30].

2 серпня 1940 року рішенням Верховної Ради СРСР ці території ввійшли до складу Радянського Союзу: на більшій частині захоплених земель утворено Молдавську Радянську Соціалістичну Республіку, попередника сучасної Республіки Молдова; Північна Буковина, Південна Бессарабія та регіон Герца ввійшли до складу УРСР.

## Радянська політика на анексованих територіях

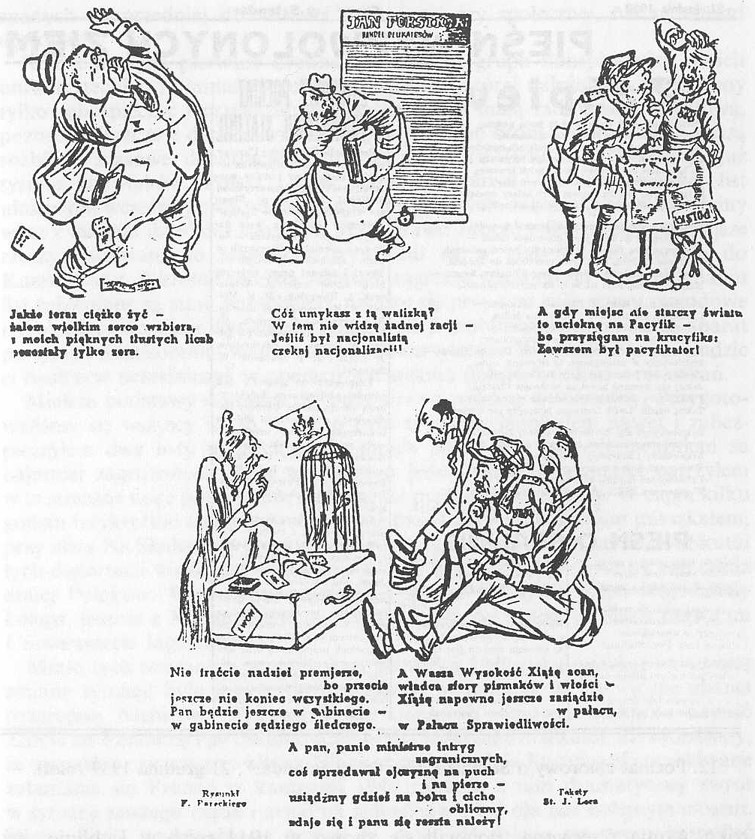
Радянська карикатура, опублікована польською мовою у Львові в 1940 році, яка висміювала «ворогів держави» — польських підприємців, військових офіцерів та аристократів.

Червона армія за лічені дні розбила й полонила польські військові підрозділи, що їй протистояли і взяла під свій контроль територію Західної України, негайно розпочавши радянізацію цих територій, яку умовно можна поділити на три етапи:
- формування тимчасових органів влади під безпосереднім контролем військових частин Червоної армії (17 вересня 1939 —10 грудня 1939);
- перехід функцій тимчасових органів влади в руки створених органів радянської влади на місцях (10 грудня 1939 — 3 лютого 1940);
- розбудова партійних, радянських, правоохоронних і господарських структур управління (лютий 1940 — червень 1941).

Очевидно, що аналогічним чином відбувалася радянізація і на землях, анексованих у Румунії.

### Уряд та адміністрація
Землі, захоплені СРСР у Польщі, були адміністративно реорганізовані в шість областей за аналогією з рештою Радянського Союзу (Дрогобицька, Львівська, Рівненська, Станіславська (пізніше — Івано-Франківська область), Тернопільська та Волинська область). Цивільну адміністрацію в регіонах, анексованих від Польщі, організовано в грудні 1939 року й сформовано в основному з вихідців зі Східної України та Росії, і лише 20 % державних службовців походило з місцевого населення. Як помилково вважали багато українців, непропорційно велика кількість людей, що працювали в тогочасній радянській адміністрації, були вихідцями з єврейської громади. Причиною цього вважалося те, що більшість попередніх представників польської адміністрації було депортовано, а місцева українська інтелігенція, яка могла б зайняли їхнє місце, як правило, вважалася занадто націоналістичною для такої роботи в Радах. У дійсності більшість позицій було укомплектовано етнічними українцями з Радянського Союзу. Тим не менш в очах багатьох українців євреї стали асоціюватися з радянською владою, що сприяло зростанню антиєврейських настроїв. Польську мову було виключено із суспільного життя, а українська стала мовою урядування й судочинства. Польські установи припинили своє існування, а їхніх чиновників, державних службовців й поліцейські чини було депортовано в Сибір або в Середню Азію.
Ті українські організації, які не контролювалися Радами, було обмежено в діяльності або взагалі ліквідовано. Сотні кредитних спілок та кооперативів, які існували в міжвоєнний період, було закрито. Місцеві українські політичні партії було скасовано, а від 20 до 30 тисяч політично активних українців втекли на території, окуповані німцями. Більшість з тих, хто не захотів або не зумів втекти, згідно з директивами НКВС були заарештовані. Наприклад, доктор Дмитро Левицький, колишній глава поміркованої української політичної партії Українського Національно-демократичного Об'єднання (УНДО), яка домінувала в українському політичному житті між двома світовими війнами, і голова української делегації в польському довоєнному парламенті, був, як і багато його колег, заарештований, депортований до Москви і помер на засланні в Бухарі (Узбекистан). З ліквідацією окремих осіб, організацій і партій, які легально представляли помірковані або ліберальні політичні тенденції, зі значних організацій у Західній Україні, як єдина опозиційна політична партія лишилася лише Організація Українських Націоналістів, яка діяла в підпіллі.

### Карально-репресивні органи
Фактична робота зі створення карально-репресивних органів для теренів Західної України розпочалася практично відразу після початку Другої світової війни. Уже 8 вересня 1939 року вийшов наказ № 001064 Народного комісара внутрішніх справ СРСР Лаврентія Берії «Про оперативні заходи у зв'язку зі здійснюваними навчальними зборами», згідно з яким Нарком внутрішніх справ УРСР Іван Сєров мав у термін до 22.00 наступного дня зібрати в Києві 50 оперативних працівників НКВС і 150 оперативно-політичних працівників прикордонних військ НКВС. Таку ж за чисельністю групу, яка готувалась для анексії Західної Білорусі, нарком внутрішніх справ БРСР Лаврентій Цанава мав зібрати в Мінську. На посилення київської групи Ленінградське обласне управління НКВС направляло по 30 осіб оперативних працівників УНКВС та оперативно-політичних працівників прикордонних військ, а для керівництва ними з Москви, з Центрального апарату НКВС, прибувало в Київ та Мінськ 10 та 15 оперативників відповідно. З цих двох груп були сформовані дев'ять менших: п'ять, чисельністю по 50—70 осіб в кожній, у Київському особливому військовому окрузі та чотири, по 40—55 осіб, у Білоруському особливому військовому окрузі. У розпорядження кожної з дев'яти груп для виконання спецзавдань передавалося по батальйону чисельністю 300 осіб зі складу військ Київського та Білоруського прикордонних округів. Крім того, зі співробітників територіальних органів НКВС сформували резервну групу кількістю 300 осіб, якою керував заступник Берії Сергій Круглов.
Про те, що групи НКВС сформовані для участі не в навчальних зборах, а у військовій операції, стало зрозуміло 15 вересня, за два дні до початку вторгнення, коли на адресу заступника наркома внутрішніх справ СРСР Всеволода Меркулова, Сєрова й Цанави надійшла директива Берії «Про завдання оперативних груп НКВС при вступі радянських військ на територію Західної України і Західної Білорусі». В ній було визначено і мету їх створення: «з просуванням (…) військ і зайняттям тих чи інших міст будуть створюватися тимчасові управління (тимчасові органи влади), до складу яких ввійдуть керівники опергрупи НКВС». Було поставлено цілі: «опергрупи НКВС, по мірі просування військових частин повинні створювати на зайнятій території в усіх значних населених пунктах апарат НКВС за рахунок виділення зі складу основної групи НКВС невеликих груп, (…) разом з невеликим загоном червоноармійців-прикордонників виділена група працівників повинна стати ядром майбутніх органів НКВС». Сформульовано в директиві й конкретні завдання, які повинні виконувати новостворені органи НКВС. Серед інших це, зокрема:
- захоплення установ зв'язку, засобів масової інформації, типографій, банків та інших фінансових установ та контроль над ними;
- захоплення державних архівів, в першу чергу — архівів жандармерії та Другого відділу польського Генштабу (розвідки) й контррозвідки;
- арешт та взяття в заручники представників дворянства, князів, капіталістів, поміщиків;
- арешт представників польської адміністрації, керівників місцевої поліції, жандармерії, прикордонної служби, філій Другого відділу польського Генштабу, воєвод та їх помічників, керівників контрреволюційних партій;
- здійснення заходів з виявлення та арешту агентів жандармерії, політичної поліції і Другого відділу Генштабу, використовуючи для цього захоплені архіви;
- створення агентурно-інформаційної мережі з розрахунком охопити в першу чергу державний апарат, контрреволюційне буржуазне поміщицьке оточення і політичні партії, особливу увагу приділити створенню мережі інформаторів в редакціях газет, культурно-освітніх закладах, продовольчих складах, штабах, робітничих гвардіях та селянських комітетах;
- захоплення тюрем, створення з надійних осіб нової тюремної адміністрації на чолі з співробітником НКВС, забезпечення строгого режиму утримування ув'язнених, звільнення осіб, арештованих за революційну та антиурядову діяльність, використання факту звільнення для вербування агентури та проведення політичної роботи серед населення;
- опергрупам НКВС зайняти приміщення, які відповідають вимогам роботи НКВС, а для утримання арештованих, котрі перебувають під слідством, організувати внутрішні тюрми, забезпечивши їх охорону та обслуговування;
- одночасно з проведенням операцій розгорнути розгляд справ арештованих, контрреволюційного організацій з завданням викриття підпільних контрреволюційних організацій, груп чи осіб, які ставлять собі за мету проведення диверсій, терору, повстанського руху й контрреволюційного саботажу, а осіб, викритих в організації політичних ексцесів чи відкритих контрреволюційних виступах, арештовувати негайно;
- провести реєстрацію й конфіскацію в цивільного населення нарізної вогнепальної зброї, вибухових речовин та радіопередавачів;
- організувати роботу з протипожежної охорони, призначивши начальниками пожежних команд надійних осіб[77][78].

Меморіал жертвам НКВС в Дрогобичі «Тюрма на Стрийській» на подвір'ї корпусу Дрогобицького педуніверситету по вулиці Стрийській, 3

Про те, що директива Берії виконувалась досить ретельно, свідчать чимало фактів, які, наприклад, дає історія Дрогобича тих років. 24 вересня місто передане вермахтом Червоній армії. Керівником тимчасової цивільної адміністрації призначено секретаря Миколаївського обкому КП(б)У з ідеології О. Г. Загородьного. 22 жовтня він обраний в президію Народних Зборів. Дрогобицьке управління НКВС зайняло для своїх потреб приміщення міського суду, при ньому було створено тюрму на 60—300 осіб, радянські судді були змушені задовольнитись будинком Шраєрів. В розпорядженні влади були також «дрогобицькі Бриґідки» місткістю близько 1200 в'язнів. 2 жовтня заарештовано директора польської гімназії Тадеуша Каньовського, а всього до кінця 1939 року каральні органи арештували 99 польських високопосадовців. Замість міських часописів, випуск яких був припинений, 4 листопада почала виходити «Більшовицька правда». Головний редактор — секретар КП(б)У Дзержинського району міста Харкова Є. В. Герасименко. 27 листопада начальником управління НКВС по Дрогобицькій області призначено заступника начальника Ворошиловградського обласного управління НКВС І. І. Зачепу. 27 листопада утворена Дрогобицька область, і того ж дня постановою ЦК КП(б)У затверджено дрогобицький обласний комітет компартії, який зайняв приміщення ратуші. До бюро обкому не ввійшов не тільки жоден представник Дрогобиччини, а й взагалі Західної України. З надісланих восени 1939 року до області на керівну роботу 597 осіб лише декілька володіли польською мовою, а значна частина не знала навіть української. У квітні 1940 року на обліку в міській організації КП(б)У знаходились 559 осіб, лише 58 з них мали вищу освіту, а 212 — тільки початкову. 25 грудня влада розпочала депортації населення польської національності та, одночасно, масове заповнення обох тюрем, спочатку переважно поляками, а з середини 1940 року — українцями. Від початку 1940 до червня 1941 року депортовано як мінімум 829 лише поляків, а всього арештовано чи вислано понад дві тисячі дрогобичан, тобто кожного вісімнадцятого жителя міста. Лише в квітні 1940 року з території Дрогобицької області депортовані 3628 поляків та євреїв, або 1184 родини, а всього від вересня 1939 року й по червень 1941 року з Західної України депортовано понад півмільйона осіб. Арештованих засуджували на значні тюремні терміни, нерідко до смертної кари.
Проводячи репресії, НКВС досить значний проміжок часу не отримувало у відповідь організованого спротиву від місцевого населення. І в цьому кожна з національних громад, а населення Дрогобича на той момент складалося з приблизно рівних часток євреїв, українців та поляків, мала свої причини. Євреї вважали, що прихід радянської влади врятував їх від винищення гітлерівцями, поляки на початках не мали створених підпільних структур, бо в національній польській державі могли захищати свої права легальними методами й у тих умовах змушені були починати організовувати їх на основі скаутських чи культурних товариств. Не в кращому, а, можливо, і гіршому становищі перебували й українці. Дані на українських патріотів, зокрема діячів та симпатиків ОУН, з архівами поліції були захоплені НКВС, що змушувало керівництво ОУН задля безпеки переміщати місцеві кадри на іншу територію та заново налагоджувати підпільну роботу.
Особливої жорстокості репресії досягли з початком німецько-радянської війни. З 22 до 29 червня 1941 року співробітники НКВС арештовували всіх, на їх думку, потенційних ворогів радянської влади, нерідко з сім'ями. В Дрогобичі це, зокрема, Антон Максимович, Іван Чмола, Дмитро Бурко, Йосиф Бараняк, Йосифат Пасічник, Євген Татарський, Осип Левицький, Северіян Бараник, Яким Сеньківський. Арештованих в ці дні та інших в'язнів, що знаходилися в дрогобицьких тюрмах, енкаведисти перед відступом з міста ліквідували. Знищення в Дрогобичі (НКВС замордував кількасот осіб) проводили в обох тюрмах та на єврейському кладовищі. Такі ж акції відбувались в сусідніх містах Бориславі, Самборі, Стрию, інших населених пунктах Дрогобицької області, наприклад, у Підбужі, Унятичах, Добромилі, Сколе. 30 червня, в переддень зайняття Дрогобича німецькими та угорськими частинами, коли останні енкаведисти залишили місто, дрогобичани звільнили небагатьох уцілілих в'язнів.
1 липня 74 трупи замордованих комуністичною владою виявлені на єврейському цвинтарі та в ямі на подвір'ї обласного управління НКВС, з яких впізнати родичам вдалось лише 6 тіл. Починаючи з 23 липня і аж по 15 жовтня 1941 року дрогобицька газета «Вільне слово» друкувала списки жертв комуністичного режиму. Після повернення радянської влади на місці єврейського цвинтаря, де НКВС, а пізніше й німці, проводили розстріли, збудовано Будинок Побуту. З 24 серпня до 30 вересня 1990 року учасниками історико-просвітницької організації «Меморіал», членами «Народного руху України», за підтримки добровольців на території навчального корпусу Дрогобицького державного педагогічного інституту на вулиці Стрийській, 3, в якому з вересня 1939 року і до кінця червня 1941 року знаходилось Дрогобицьке обласне управління НКВС разом з слідчою тюрмою, викопано кісткові останки 486 осіб. 14 липня 1991 року після багатотисячного мітингу на площі перед ратушею жертви комуністичної влади перенесені на міський цвинтар на Полі Скорботи. Ієромонахи Яким Сеньківський та Северіян Бараник за мученицьку смерть беатифіковані 27 червня 2001 року в місті Львові під час Святої Літургії у візантійському обряді за участі Папи Римського Івана Павла ІІ, в якій взяло участь понад вісім тисяч дрогобичан. Кількість жертв режиму, які знищені в «Дрогобицьких Бриґідках» (зараз там знаходиться виправна колонія № 40) та місце їх поховання невідомі досі.
Аналогічні дії здійснювали представники радянської влади й у інших населених пунктах Західної України. Ось як про тогочасні події у Львові пише історик Володимир В'ятрович:

Михайло Марченко — український історик, перший радянський ректор Львівського університету (1939—1940)

|  | Після помпезного входу до Львова радянська влада стала розгортати свою каральну систему. Уже 23 вересня військовики захопили всі польські архіви, у яких була інформація про національно свідомих людей, противників польської влади, які могли протистояти і «червоним». Також ще перед приходом до Львова була зібрана вся інформація про місцеву інтелігенцію та урядовців — це був список людей, яких насамперед мали заарештувати. Тож уже дуже скоро життя Львова стало цілковито підконтрольне НКВД. |

### Освіта й охорона здоров'я
У зв'язку з специфічним розташуванням Західної України на кордоні з територією, котра перебувала під владою Німеччини, радянська адміністрація на початковому етапі робила спроби завоювати лояльність та повагу місцевого українського населення. Зокрема, один з пунктів директиви Берії від 15 вересня був такий:
|  | Конфіскації фуражу й продовольства у населення уникати. Необхідний фураж та продовольство купляти у населення за радянські карбованці, повідомляючи населення, що курс карбованця дорівнює курсу польського злотого |

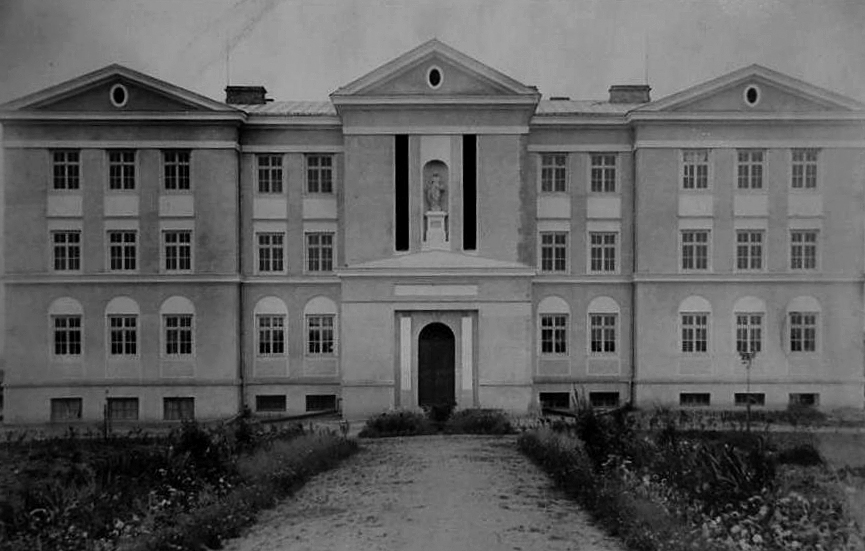
Луцький учительський інститут.

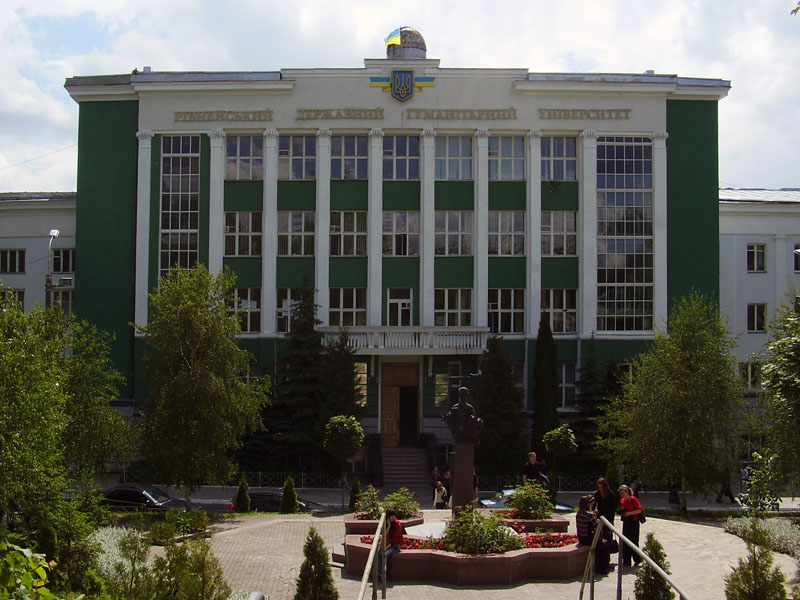
Рівненський учительський інститут.

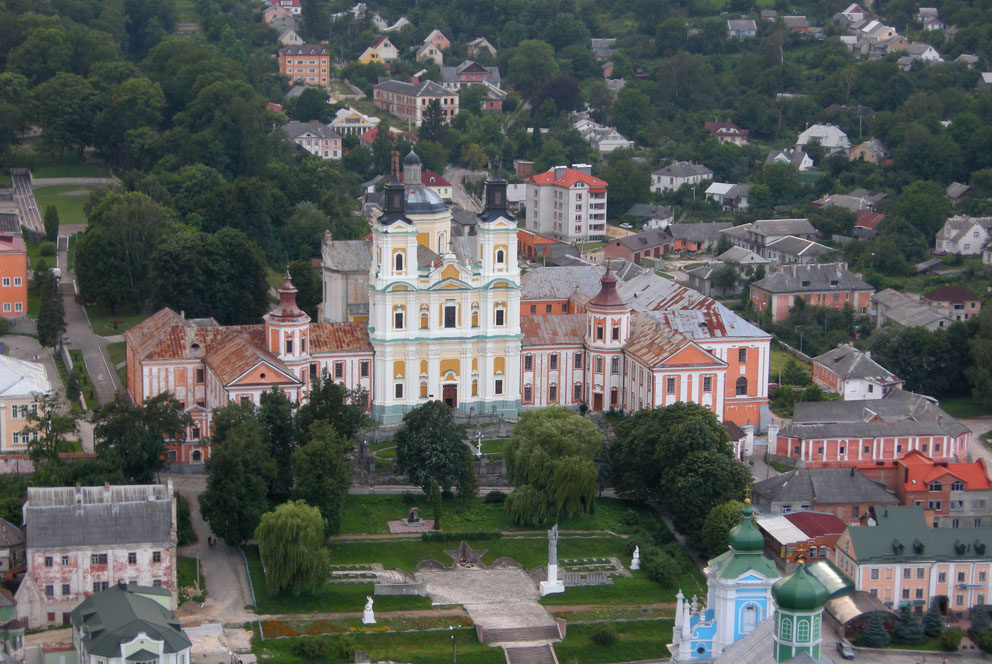
Кременецький вчительський інститут.

Охорону здоров'я, особливо в селах, було значно поліпшено. У період між двома світовими війнами у Польщі різко скоротилась кількість україномовних шкіл (з понад 2 400 початкових українських шкіл, які були за правління Австро-Угорщини в Східній Галичині станом на 1912 рік, під Польщею, внаслідок прийнятого у 1924 році шкільного закону, запропонованого міністром Станіславом Ґрабським, так званого «Lex Grabski», у 1937 році залишилося їх тільки 382), в той час як Румунія заборонила їх повністю. Зараз вони були знову відкриті, навчання в школах проводилось українською мовою, хоча обов'язковою іноземною мовою стала російська. Викладання українською також відновлене в Львівському університеті (де польський уряд заборонив його в міжвоєнні роки), і який став реально українізований та перейменований на честь українського письменника Івана Франка.
Радянська влада створила у Львові філію Української академії наук, а деяких провідних українських вчених з некомуністичним світоглядом було запрошено, щоб укомплектувати ці установи. Частину студентів зі Східної України переведено на навчання до Львова, а західноукраїнських студентів, викладачів і інших діячів культури відправлено у фінансовані радянською владою поїздки в Київ. Ненавмисним результатом такого обміну стало те, що галицька молодь була неприємно здивована матеріальною бідністю і широким використанням російської мови в радянській Україні, в той час як студенти-східняки, котрі приїжджали до Західної України, потрапляли під місцевий вплив й сприймали західні ідеї українського націоналізму. Як пізніше образно висловилась Ліна Костенко, «об'єднання „Малоросії“ з „Малопольщею“ дало Велику Україну».
15 квітня 1940 року постанова Ради Народних Комісарів УРСР зобов'язала створити в Західній Україні у всіх шести нових областях вчительські інститути. Зокрема, інститут у Дрогобичі формувався в складі трьох факультетів — історичного, мовно-літературного та фізико-математичного. Студентам обіцяно стипендію, тому до вересня набрано понад 700 охочих. Як потім виявилось, для одержання стипендії необхідно мати як мінімум 75 % відмінних оцінок, тому чисельність студентів різко зменшилась до 230. Так постали Дрогобицький (тепер Дрогобицький державний педагогічний університет імені Івана Франка), Кременецький (тепер Тернопільський національний педагогічний університет імені Володимира Гнатюка), Луцький (тепер Східноєвропейський національний університет імені Лесі Українки), Львівський, Рівненський (тепер Рівненський державний гуманітарний університет), Станіславський (тепер Прикарпатський національний університет імені Василя Стефаника) учительські інститути. П'ять з них діють до наших днів. Шостий, Львівський учительський (педагогічний) інститут, у 1959 році переведено до Дрогобича й приєднано до Дрогобицького.
Радянізовано шкільну освіту. Для прикладу, в Дрогобичі з 11 січня 1940 року 10 українських шкіл, одна єврейська (за іншими даними — 2 школи), польська та новостворена російська (поряд з будинком обласного управління НКВС) школи перейшли на радянські навчальні плани. Замість латинської мови та релігії, вивчення яких було припинене, чи польської, застосування якої обмежене рамками однієї школи, учнів навчали російської мови, історії ВКП(б) та СРСР. Місцевих директорів шкіл та частину вчителів, як і в інших сферах міської господарки, замінено на присланих зі сходу країни, а семінарію сестер Василіянок та торговельну школу — закрито. (Принцип «тасування кадрів» радянське керівництво застосовувало й надалі, хоча часто прислані спеціалісти за кваліфікацією були не кращі за місцевих. В 1952 році на початок навчального року в учительському інституті всього лиш двоє викладачів з 40 осіб викладацького складу, або 5 %, родом з Західної України й лише п'ятеро з них мали вчений ступінь кандидат наук. В наступному 1953 році, через чотирнадцять років після приходу Червоної армії та через дев'ять після повернення, попри щорічні випуски в педагогічному інституті та педучилищах, в дрогобицьких школах місцевих було лише 34 вчителі з 228, або менше 15 %.)
На відміну від значного розширення можливостей отримання освіти в радянській системі, освітні установи, які не контролювалися радянськими органами, такі як популярна в суспільстві «Просвіта» з великою кількістю читальних залів, Наукове товариство імені Шевченка, громадські бібліотеки й театри та навіть русофільський Ставропігійський інститут були закриті або заборонені.
Якщо на територіях, анексованих у Польщі, боротьба проти полонізації велася шляхом українізації, то на землях, анексованих у Румунії, боротьба з румунізацією велась витісненням румунської мови російською. Радянська пропаганда через друковані видання поширювала провокаційні чутки про знищення в Румунії з фондів бібліотек всіх книжок класиків російської літератури, зняття в Кишиневі з пам'ятника Пушкіну напису російською мовою й заміну його на румунський, одночасно розповідала про Суворова, штурм російськими військами Ізмаїла, всіляко підкреслювала саме російську історичну спадщину цих територій.

### Земельна реформа

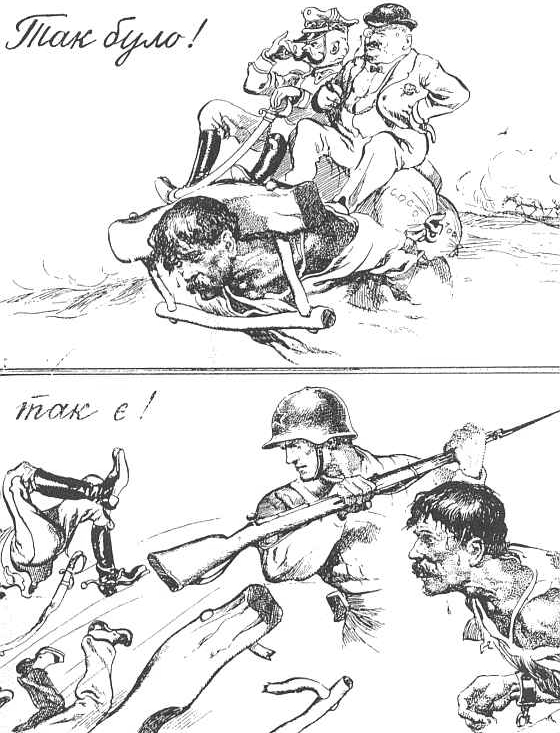
Радянський пропагандистський плакат з зображенням червоноармійця, що звільняє західноукраїнського «селянина-трударя» з-під ярма «панської Польщі».

На приєднаних територіях понад 50 відсотків земельного фонду належали польським або румунським поміщикам, у той час як близько 75 % українських селян мали у власності менше двох гектарів землі на сім'ю. Починаючи з 1939 року землі, які не належали селянам, були конфісковані і трохи менше половини з них розподілені серед безземельних селян безкоштовно; решта передані новоствореним колективним господарствам. Та цим процес колективізації не обмежився. Після того радянські органи влади розпочали забирати землю у самих селян-одноосібників і повертати її в колгоспи, що відбилося на 13 % західноукраїнських сільськогосподарських угідь у 1941 році. Такий курс привів до значної антипатії селян в ставленні до радянської влади.
Не останню роль в цьому зіграло й особисте спілкування місцевих жителів з червоноармійцями, які в розмовах віч-на-віч різко висловлювали своє негативне ставлення до утворення колективних господарств. З розповіді бійця 571-го стрілецького полку 164-ї дивізії Новикова місцевому селянину:
|  | Селяни в Радянському Союзі не хотіли йти до колгоспів, не хотіли віддавати до них своїх коней і корів, плакали. Я і сам до колгоспів жив добре, а коли увійшов до нього, став жити без хліба… |

### Релігійне переслідування
На час радянської анексії Західної України Українська греко-католицька церква мала на цих теренах близько 2190 парафій, три духовні семінарії, 29 чоловічих і 120 жіночих монастирів, 3,5 мільйонів вірян. Її глава, митрополит Андрей (Шептицький) вважався «духовним батьком» більшістю західноукраїнців. Західноукраїнське духовенство, їхні дружини та діти сформували своєрідну касту, яка мала високий ступінь довіри в українському суспільстві.

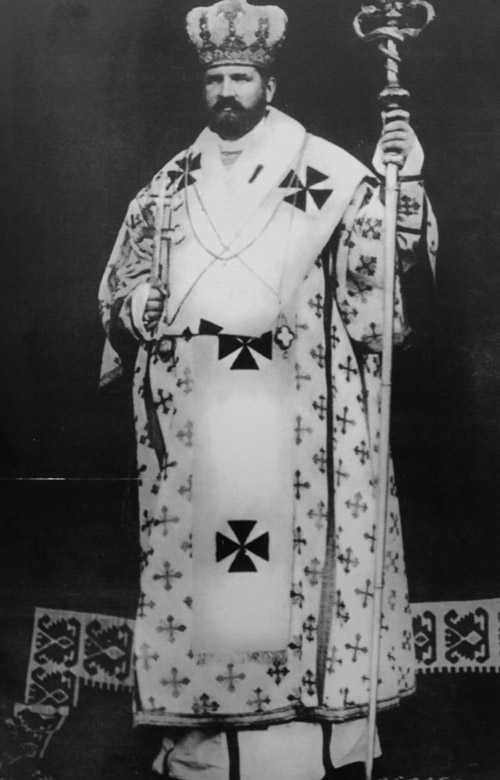
Митрополит Андрей (Шептицький), глава Української греко-католицької церкви з 17 січня 1901 року по 1 листопада 1944 року.

Використовуючи свій моральний вплив і авторитет, Шептицький переконав усіх, за винятком близько сотні, українських католицьких священиків у західноукраїнських землях залишитися зі своєю паствою на Західній Україні, а не рятуватися втечею від радянської влади. Завдяки величезній популярності церкви, а також Шептицького особисто, серед західноукраїнського населення, СРСР не намагався ні заборонити Українську греко-католицьку церкву, ні переслідувати її лідера в той час. В одному з пунктів директиви НКВС від 15 вересня 1939 року, наприклад, застерігалось:
|  | Арешти духовних осіб поки що не здійснювати, особливо католиків |

Замість цього Радянський Союз прагнув обмежити вплив УГКЦ, відділивши школу від церкви й не даючи УГКЦ доступу до електорату напряму чи через пресу (20 Українських католицьких журналів чи газет було закрито), проводячи конфіскацію земель, з яких вона отримувала доходи, закриття монастирів і семінарій, накладення високих податків і ведення антирелігійної пропаганди в школах і через засоби масової інформації.
Митрополит Шептицький тричі публічно протестував проти переслідувань радянською владою Церкви. Один з цих протестів, на ім'я голови Раднаркому України Микити Хрущова стосувався непосильних податків, накладених на УГКЦ. Інший, спрямований безпосередньо у Кремль, торкався заборони священикам надавати релігійну утіху (богослужіння, хрещення, сповіді, причастя, соборування) хворим і вмираючим у шпиталях. Проте такі протести влада ігнорувала.
Радянська влада намагалася підірвати Церкву зсередини. Відомому у Львові священнику й близько довіреній Андрію Шептицькому особі, Гавриїлу Костельнику, який був принциповим противником латинізаціїної політики Ватикану та виразником ідей «східних» тенденцій в українській католицькій церкві, було запропоновано організувати за підтримки Радянського Союзу «національну» греко-католицьку церкву, яка була б незалежною від Ватикану, що як наслідок призвело б до розколу вірян у Західній Україні. У той час, восени 1940 року, він відмовився співпрацювати, навіть після того, як радянська влада, аби шантажувати Гавриїла, заарештувала його молодшого сина. Арешти, хоча і не носили масовий характер, були використані для того, щоб залякати релігійних лідерів. Наприклад, у червні 1940 року настоятельку Студитського монастиря у Львові, Олену Вітер, було поміщено у в'язницю й піддано тортурам з метою змусити її «зізнатися», що Шептицький був членом Організації українських націоналістів і що вона поставляла йому зброю, та Олена Вітер відмовилася це зробити. За даними Богдана Боцюрківа, до літа 1941 року в Західній Україні 11 або 12 греко-католицьких священиків були вбиті або зникли безвісти, і п'ятдесят три — ув'язнені або депортовані. У книзі Мілени Рудницької «Західня Україна під большевиками» за даними отця Юліяна Дзеровича подані прізвища 28 священиків тільки з Львівської дієцезії УГКЦ, які були арештовані, вивезені чи закатовані в інтервалі першої радянської окупації, зокрема при червневому відступі, а також згадано про численних священиків з Перемиської та Станіславівської дієцезій.
Попри різні обмеження, Українська греко-католицька церква залишилася єдиною незалежною українською інституцією, яка відкрито діяла на українській території. Відвідування храмів різко зросло, і сучасники описували, що храми жодного разу не були такими повним, як вони стали за радянської влади, з великими чергами, що утворювалися перед сповідальними кабінками. Населення Західної України намагалося захистити свою УГКЦ від утисків радянських органів влади. Селяни, навіть серед найбідніших, не хотіли брати землю, конфісковану в Церкви і офірували їй, так наприкінці травня 1940 року в деяких селах ще не експропрійовано церковної землі, а в інших розподілено більшу частину її серед сімей священиків. Священики, котрі втратили власне житло й залишились без притулку, були прийняті парафіянами. Діти, яким більше не викладали релігії в школі, отримували релігійну освіту в приватному порядку.
Українська автокефальна православна церква на Волині зіткнулася з обмеженнями, подібними до тих, які зазнавала Українська греко-католицька церква, крім того вона перебувала під тиском і намаганням підпорядкувати її собі Московським Патріархом. На відміну від УГКЦ, багато православних священиків рятувалися втечею від радянської влади, через що наново висвячено велику кількість нових священиків, які не завжди сумлінно відносились до виконання своїх обов'язків, що вело до ослаблення і деморалізації Церкви. Крім того, у Західній Україні залишилося декілька Православних ієрархів.

### Депортація та демографічні зміни
На початках органи радянської влади депортували в першу чергу політичних діячів, а також усіх польських чиновників, державних службовців, поліцейських і тих польських громадян, які втікали від німців. Точне число депортованих в період між 1939 і 1941 роками до Сибіру або Центральної Азії поляків залишається невідомим, і, за різними оцінками, становить від 500 000 до більш ніж 1 500 000 осіб, близько 350 000 з яких померли. На Буковині, відповідно до угоди між Радянським Союзом і Німеччиною, більшість великих німецьких меншин в регіоні було повернуто під юрисдикцію Третього Рейху. Німецький консул також евакуював значну кількість місцевих українських лідерів і православних священиків, багато з яких згодом приєдналися до Мельниківського крила Організації Українських Націоналістів за кордоном. Десятки тисяч німецькомовних людей з Волині також переїхали до контрольованих німцями територій.
Після початку вторгнення СРСР до Польщі більш ніж 30 тисяч українців з числа інтеліґенції та активістів національної справи різними способами спішно покинули Галичину, знайшовши притулок на західній окраїні етнічних українських земель в Польщі (Закерзоння), що опинилися на другому боці нового радянсько-німецького кордону в рамках Генерального Губернаторства.
Починаючи з квітня 1940 року радянська влада на приєднаних територіях стала поширювати свої репресивні заходи стосовно всього українського населення. Це збіглося у часі з виведенням радянських військ, укомплектованих переважно військовослужбовцями українського етнічного походження, які поводились досить дружньо з місцевими українцями і їх заміни солдатами з Середньої Азії. Органи влади почали заарештовувати і депортувати всіх підозрюваних в нелояльності до радянської влади. У селах нерідко арештовували й засуджували сусідів, одні з яких симпатизували комуністам, а інші опозиції. Депортація стала не вибірковою, а люди та їхні сім'ї були депортовані за такі «злочини», як наявність родичів за кордоном або їх відвідування, чи перебування в гостях у друзів у момент їхнього арешту. Через те що багато хто з тих, хто писав доноси, сприймалися місцевими мешканцями як євреї, антиєврейські настрої серед українського населення ще збільшилися. Зрештою, в період між 1939 і початком німецько-радянської війни близько 500 000 українців депортовані до Сибіру і Середньої Азії.
На додаток до втрати значної частини корінного населення Західна Україна пережила приплив мігрантів. Наприклад, за період радянського управління населення Львова збільшилося з 318 000 до 450 000 осіб, здебільшого за рахунок припливу біженців, що рятувалися втечею з зайнятої Німеччиною польської території і присланих з СРСР радянських працівників та членів їх сімей. Остання група, за оцінками, складала у Львові сумарно 100 000 осіб. У Станіславі (нині Івано-Франківськ) населення зросло на 40 000, з яких, за оцінками, 1000 були співробітниками НКВС. Крім того, на території, анексовані СРСР, прибули 100 000 євреїв, які втекли від нацистського терору на окупованій німцями Польщі.

## Наслідки

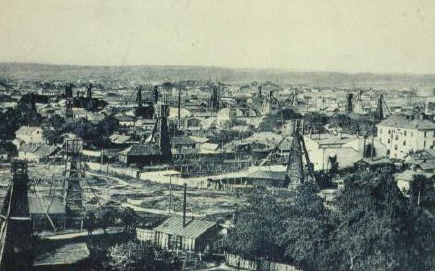
Панорама нафтових промислів у Бориславі. 1920-ті роки

Унаслідок проведення заздалегідь запланованої та узгодженої між комуністичним сталінським режимом СРСР та націонал-соціалістичним гітлерівським режимом Третього Рейху військової кампанії з тогочасної політичної карти світу зникла ціла держава — Друга Річ Посполита, а її уряд змушений емігрувати.
У Румунії день утрати значної частини своєї території та населення (17 % та 18,9 % відповідно) визнано днем національної жалоби. Незабаром після анексії маятник внутрішньої політики держави різко хитнувся вправо, в той час як у зовнішній політиці Румунія, сподіваючись на повернення теренів, пішла на зближення та приєднання до країн Осі.
Віктор Суворов у своїй книзі «Криголам» (рос. Ледокол), характеризуючи бессарабсько-буковинський похід Червоної армії 1940 року, твердить, що саме він спонукав Гітлера повернути війська Вермахту на схід:
|                                      | У кар'єрі Сталіна було мало помилок. Одна з небагатьох, але найголовніша — це захоплення Бессарабії 1940 року. Треба було або захоплювати Бессарабію і тут же йти далі до Плоєшті, і це б означало крах Німеччини; або чекати, поки Гітлер не висадиться в Британії, і після цього захоплювати Бессарабію і всю Румунію, і це теж було б кінцем «тисячолітнього рейху». Сталін же зробив один крок у напрямку до нафти, захопивши плацдарм для майбутнього наступу, і зупинився — вичікуючи. Цим він показав свій інтерес до румунської нафти і сполохав Гітлера, який до цього воював на заході, на півночі і півдні, не звертаючи уваги на «нейтрального» Сталіна.Оригінальний текст (рос.) В карьере Сталина было мало ошибок. Одна из немногих, но самая главная — это захват Бессарабии в 1940 году. Надо было или захватывать Бессарабию и тут же идти дальше до Плоешти, и это бы означало крушение Германии; или ждать, пока Гитлер не высадится в Британии, и после этого захватывать Бессарабию и всю Румынию, и это тоже было бы концом «тысячелетнего рейха». Сталин же сделал один шаг по направлению к нефти, захватив плацдарм для будущего наступления, и остановился — выжидая. Этим он показал свой интерес к румынской нефти и вспугнул Гитлера, который до этого воевал на западе, на севере и юге, не обращая внимания на «нейтрального» Сталина. |
| — Віктор Суворов. Криголам. — С. 62. | |

Мав свій вплив хід перебігу окупації й анексії територій Польщі та Румунії на подальшу долю Червоної армії і Радянського Союзу. Збройні сили отримали певний військовий досвід. І польська, і румунська кампанії РСЧА стали менш затратними в плані людських та матеріальних ресурсів у порівнянні з проведеною в проміжку між ними радянсько-фінською війною, де Червона армія втратила більш ніж 412 тисяч убитими, пораненими, обмороженими й полоненими, що становило до 40 % бойового складу залучених частин і суттєво переважало втрати фінської сторони (понад 70 000 осіб, у тому числі 50 000 поранених і тих, хто пропав безвісти, та 23 000 убитих і померлих від ран), але всі вони засвідчили чисельні негаразди в бойовій, організаційній і технічній підготовці РСЧА. Для прикладу, якщо під час фінської кампанії до радянського полону потрапили 900 фінських вояків (з них 10 офіцерів), то у той же час в фінському полоні опинилися до 6 000 осіб, у тому числі понад 300 командирів.
Хоча незворотні і санітарні втрати особового складу Червоної армії у бойових діях в Польщі, Фінляндії та Румунії склали сумарно близько 420 000 убитими, пораненими, обмороженими, полоненими тощо, (для порівняння, втрати вермахту, що вів у цей час більш інтенсивні бойові дії в Західній Європі, склали лише половину цієї кількості, тобто близько 210 000 осіб), усе ж, після переможних кампаній 1939—1940 років у Західній Україні й Білорусі, Фінляндії, Прибалтиці та Румунії, переконання радянського військово-політичного керівництва в тому, що у майбутніх війнах СРСР воюватиме «малою кров'ю на чужій території», тільки посилилось. Як заявив у середині 1940 року на засіданні комісії Головної Воєнної Ради учасник фінської кампанії генерал Кирило Мерецков: «Наша армія готується до нападу і цей напад нам потрібен для оборони». Керуючись тогочасною радянською воєнною доктриною, яка з другої половини 30-х років набула виразно наступального характеру, протягом 1940—1941 років Генштабом СРСР розроблено, як мінімум, чотири плани на випереджувальну війну з гітлерівською Німеччиною й жодного оборонного плану.

Західна Україна під німецькою окупацією знову була розчленована.

22 червня 1941 року Третій Рейх розпочав операцію «Барбаросса» і Західна Україна протягом декількох тижнів була захоплена вермахтом. Радянська влада, відступаючи й не бажаючи евакуйовувати ув'язнених чи залишати їх німцям, вирішила знищити всіх в'язнів тюрем, незалежно від того, скоїли вони великі чи малі кримінальні злочини, або арешт та ув'язнення були проведені з політичних причин. Оцінки числа загиблих варіюється від 15 000 до 40 000. У зв'язку з жорстокістю радянської адміністрації, багато українців спочатку вітали прихід німців.
30 червня 1941 батальйон «Нахтігаль» (укомплектований переважно українськими націоналістами під командуванням німців) спільно з частинами вермахту захопили Львів, з якого були евакуйовані радянські війська, і того ж дня було проголошено Акт відновлення Української незалежної держави в союзі з нацистською Німеччиною. Цей державотворчий рух був придушений німцями, котрі розділили Західну Україну на частини. Північну Буковину повернуто Румунії, союзнику Німеччини. Галичину, як колишню частину Австрії та Австро-Угорщини, разом з окупованою Польщею включено до складу Краківського генерал-губернаторства, Волинь від'єднано від решти Західної України й приєднано до рейхскомісаріату «Україна».
30 липня 1941 року прем'єр-міністром польського уряду у вигнанні генералом Владиславом Сікорським і послом СРСР у Великій Британії Іваном Майським підписана так звана Угода Сікорського-Майського, якою уряд СРСР визнавав «радянсько-німецькі договори 1939 року стосовно територіальних змін у Польщі такими, що втратили силу». Під час переговорів польська сторона висунула вимогу зміни кордонів, які, на її думку, повинні мали відповідати кордонам на 31 серпня 1939 року, а радянська сторона запропонувала відкласти розгляд питання про радянсько-польський кордон до закінчення війни, на що поляки під тиском уряду Великої Британії погодились. Таким чином статус анексованих територій Польщі знову ставав невизначеним.
25 квітня 1943 року СРСР, звинувативши Польський уряд у вигнанні (після згоди останнього на участь в розслідуванні Міжнародного Червоного Хреста на окупованій німцями території стосовно поховань у Катинському лісі), у співпраці з німцями, розірвав з ним дипломатичні відносини.
Усі ці регіони знову захоплено Червоною Армією і реінтегровано в Радянську Україну 1944 року.
22 липня 1944 року Сталіним створено маріонетковий Польський комітет національного визволення, який за допомогою НКВС на частині території Другої Речі Посполитої, обмеженої лінією Керзона зі сходу й лінією радянсько-німецького фронту з заходу, зайнявся створенням нової держави для поляків — прорадянської та прокомуністичної Польської Республіки.
Питання про належність західноукраїнських земель на користь СРСР, в принципі, вирішене союзниками на Ялтинській конференції та згодом закріплене на Потсдамській конференції.
На практиці ці території (з невеликими відступами на користь Польщі: Білосток, Перемишль тощо) закріплені за СРСР Договором від 16 серпня 1945 року між Союзом Радянських Соціалістичних Республік і Польською Республікою «Про радянсько-польський державний кордон».

## Ставлення до методів приєднання
Своє завдання як міністр закордонних справ 

я бачив у тому, щоб якомога більше 

розширити межі нашої Вітчизни. І, здається, 

ми зі Сталіним непогано впоралися з цим 

завданням.
В.М. Молотов
|                                                                   | Нас визволили, і нема на то ради… |
| — композитор Станіслав Людкевич, галичанин, уродженець Закерзоння |                                   |

|                                                                        | Вся наша нечуттєвість, боягузтво, наша зрада і пілатство, і грубість, і дурість під час всієї історії возз'єднання Східної та Західної України є, по суті, готовим звинувачувальним актом, чимось, чого історія не повинна нам пробачити, чимось, за що людство має нас зневажати, коли б воно, людство, думало про нас.Оригінальний текст (рос.) [Вся наша нечувствительность, трусливость, наше предательство и пилатство, и грубость, и глупость во время всей истории воссоединения Восточной и Западной Украины является, по сути говоря, полнейшим обвинительным актом, чем-то, чего история не должна нам простить, чем-то, за что человечество должно нас презирать, если бы оно, человечество, думало о нас.] Помилка: [undefined] Помилка: {{Lang}}: немає тексту (допомога): текст вже має курсивний шрифт (допомога) |
| — Олександр Довженко, письменник, кінорежисер, уродженець Чернігівщини | |

| | У 1939 на Україну відразу після окупації західних територій впало страхіття репресій: вбивства, катування, переселення. Недарма ОУН, визвольний національний рух, з перших місяців почав боротися з радянською окупацією. Недарма вони шукали союзників навіть в Німеччині, бо у 1941 році не могли оцінювати справжніх намірів нацистів. Але швидко прозріли. «...» "Ціль терору – терор", цими словами Джордж Орвелл визначив існування України під двома тоталітарними режимами. Терор з боку радянської влади настільки шокував населення Західної України, що визвольній рух УПА продовжувався там аж до початку 50-х років. |
| — Євген Захаров, уродженець Харкова, голова Правління Української Гельсінської спілки з прав людини, директор Харківської правозахисної групи | |

## Значення для української державності
На думку вихованця радянської школи, професора кафедри Історії України Харківського національного педагогічного університету імені Григорія Сковороди, доктора історичних наук Василя Білоцерківського, анексія 1939 року стала важливою подією в історії України, тому що вона привела до об'єднання в одній республіці більшості українських етнічних територій та возз'єднання раніше розділеного українського народу. Таким чином українці, об'єднані в цей час в межах Української РСР, зрештою відновили незалежність після розпаду СРСР 1991 року.
| | З 1654 року, коли царі стали неухильно поширювати контроль над Україною, українці існували у двох окремих світах: тому, де правили росіяни, й тому, де правили поляки чи австрійці. Розбіжності між двома українськими суспільствами, як ми могли спостерігати, в багатьох випадках заходили далеко далі відмінностей у політичних системах і ґрунтувалися на значних історичних, культурних, соціально-економічних і психологічних підвалинах. У результаті другої світової війни дихотомія «Східна/Західна Україна» нарешті перестала існувати, принаймні на політичному рівні. Після війни (період між 1939 і 1941 роками виявився надто коротким, щоб залишити тривалі сліди) радянський режим усіляко намагався привести західних українців у відповідність із радянською системою та їхніми східними співвітчизниками. Процес такого злиття двох розділених гілок українського народу був не лише важливим аспектом післявоєнного періоду, а й подією епохального значення в історії України. |
| — Орест Субтельний, канадський історик українського походження, Історія України. — К.: Либідь, 1993 | |

Заразом Сталін, проводячи анексію, тільки прикривався інтересами України та українців для досягнення своїх власних цілей. З окупацією території Румунії Молдавська Автономна Радянська Соціалістична Республіка (МАРСР) виведена зі складу УРСР, й на її основі разом з Бессарабією утворено Молдавську РСР, таким чином українські мешканці МАРСР, головним чином з лівобережного Придністров'я, опинилися поза адміністративними кордонами України. Подібна доля спіткала жителів Полісся та східного Підляшшя (в тому числі Берестейщини), з близько мільйонним українським населенням, переданих після окупації до складу БРСР.
| | УНР мала встановлені державні кордони з Білоруссю та Литвою за мировими трактатами підписаними в Бересті 9 лютого та 20 червня 1918 року за обопільним договором підписаним в Києві між делеґатами Б.Н.Р. та української держави. Зараз створено кордон лише за статусом кво на базі совєтського розмежування між республіками УРСР, БССР по стану 1939 року без нових обопільних переговорів та узгіднень. Значить це є явище тимчасове за вимогами Гельсінських договорів чи угод "не міняти кордонів, щоб не було воєнного конфлікту". |
| — Володимир Трембіцький, американський історик українського походження, Позиція Великої Волині в українській державі 1918 року. — Вінніпег; Нью-Йорк: Інститут Дослідів Волині, 1993 | |

Після війни етнічні українські землі Закерзоння, загальною площею близько 19,5 тис. км², на яких проживало понад 1,6 мільйона українців, залишились у складі Польщі. Значну частину території Дрогобицької області, утвореної в результаті анексії 1939—1940 років, в 1945—1951 роках у декілька етапів також передано Польщі. На отриманих в 1945 році від Радянського Союзу територіях польські збройні формування зразу ж провели напади на українське населення.
На цих теренах, зі згоди СРСР та з його допомогою, польський уряд провів в 1945—1946 роках виселення українців, а в 1947 році акцію «Вісла». В 1951 році Радянський Союз провів з Польщею обмін територіями за принципом «нафта в обмін на вугілля».
| | Сталін кроїв кордони не України, а Радянського Союзу чи навіть всієї Східної Європи. Внутрішній поділ в межах його імперії виконував виключно адміністративні функції. Саме тому він з абсолютною байдужістю поставився до ініціативи Хрущова приєднати до УРСР українські етнічні терени Холмщини, що опинилися в межах нових кордонів Польщі. Через те робити сьогодні із Сталіна автора української соборності є в край некоректно і навіть цинічно. |
| — Володимир В'ятрович, український науковець-історик, екс-директор Архіву Служби безпеки України, Інтерв'ю «Українській правді» | |

|                                                                                           | Ти ж розумієш, Джордже, що Україна — це навіть не держава! Що таке Україна? Частина її території — це Східна Європа, а частина, й значна, подарована нами! |
| — Володимир Путін до Джорджа Буша під час зустрічі Росія — НАТО в Сочі 4 квітня 2008 року | |

| | Західна Україна справді була приєднана до Східної по волі Сталіна, але це не можна визначати як свято, а тільки як день жалоби. Цей день коштував десяткам мільйонів українців життя й свободи, і, насправді, не об’єднав українську націю, на мій погляд, досі. «...» Україна в своїх сучасних кордонах ніколи не була державою, як Польща, Угорщина, чи Болгарія. Отже, територія, що опанував як свою невід’ємну частину Радянський Союз, має вчитися державності з нуля. І це дужа важка праця, адже історичні коріння в різних частинах України різні. Російська і Австро-Угорська імперії дуже різні за своїм менталітетом ї формами існування. Отже, возз'єднання двох Україн дуже повільно відбувається і в нашому часі. Попри всі спроби політиків її розділити, попри всі впливи ззовні, з кожним роком народжуються нові громадяни нової України, які вважають її своєю Батьківщиною. |
| — Євген Захаров, голова Правління Української Гельсінської спілки з прав людини, директор Харківської правозахисної групи | |

## Зауваги
1. ↑  Серед німецького озброєння не було жодного бомбардувальника далекої дії, а також жодного важкого чи середнього танка, тобто всі вони відносились до категорії легких, вагою до 15-20 тон. Та навіть серед них 1445 бойових машин, маючи вагу 5-6 тон та лише кулеметне озброєння, були «дуже легкими». Ще 1226 машин мали на озброєнні 20-мм гармату, 98 танків — 37-мм гармату, а 211 — короткоствольну 75-мм гармату. Решта бойових машин були командирськими машинами взагалі без башти. (Джерело: Виктор Суворов, Андрей Михайлович Буровский, Александр Пронин, Альберт Л. Уикс, Дженнифер МакДауэлл, Милтон Лоеенталь, Ричард Ч. Раак, Александр Гогун, Джангир Наджафов «Союз звезды со свастикой: Встречная агрессия», Яуза-пресс; Москва; 2011; ISBN 978-5-9955-0272-2)
2. ↑  У 1931 році українці становили 63% населення Західної України, поляки — 25% (Джерело: IV Український статистичний річник. 1936–1937 р. — Варшава; Львів, 1937. — С. 15). Значну частку населення Польщі складали євреї. Кількість тих з них, хто опинився на приєднаних до СРСР землях, становила 1,292 млн осіб. До них додалися й понад 150 тис. біженців із захоплених німцями регіонів. (Джерело: Altshuler M. Soviet Jewry on the Eve of Holocaust. A Social and Demographic Profile. — Jerusalem, 1998. — P. 9)
3. ↑  Згідно перепису 1939 року серед 34,5 тисяч військовослужбовців-євреїв 20% назвали рідною мовою їдиш (Джерело: Altshuler M. A Note on Jews in The Red Army on The Eve of The WWII // Jews and Jewish Topics in The SU and Eastern Europe. — N 2. — 1992. — pp. 37–38.)
4. ↑  У міжвоєнній Румунії українці становили в 1930 р. приблизно 582 000 за офіційною статистикою, і біля 1 млн за неофіційною. Мешкали вони переважно в трьох історико-етнографічних районах: Буковині, Бессарабії та на Мармарощині. При цьому найбільша кількість українців проживала в Південній Бессарабії — 461 тис., 302 тис. з них мешкали в Північній частині Буковини (яка, до речі, ніколи не входила до складу Російської імперії), нарешті біля 17 тис. українців населяли Мармарощину, яка річкою Тисою була відділена від Закарпаття. (Джерело: Павло Роберт Маґочій. Україна. Історія її земель та народів. С. 599.)
5. ↑  Під час походу, радянська пропаганда підкреслювала той факт, що в захоплених нею регіонах мешкало лише трохи більше 9% румун, а отже «Бессарабія не має жодного відношення до Румунії». Див.: Російський державний військовий архів — Ф.25880. — Оп.4. — Спр.5. — Арк.434.
6. ↑  За оцінками польських дослідників. European World War II Casualties. Project In Posterum (англ.) . Архів оригіналу за 16 липня 2013. Процитовано 27 травня 2013. За даними: Францішек Проч (Franciszek Proch). Хресний путь Польщі, 1939-1945 рр = Poland's Way of the Cross, 1939-1945.. — Нью-Йорк : Польська Асоціація колишніх політичних в'язнів фашистських і радянських концтаборів, 1987. — С. 147.